# Pugnac
Pugnac es una población y comuna francesa del departamento de Gironda en la región de Nueva Aquitania.

## Historia
La agregación del municipio de Lafosse al municipio de Pugnac data de 1974. Esta unificación había fracasado en tiempos de los galos. Cerca del burgo de Pugnac, se encuentra actividad humana desde el Neolítico. Luego, en el lugar de Gravier, cerca de la carretera RD 137, y en Lassalle, cerca del arroyo Moron, distintos muebles y una villa de época galorromana. En el siglo VIII, sobre las orillas del Moron, Eudes de Aquitania creó campos a fin de detener las invasiones de los moros. Por fin, en la Edad Media, los municipios de Pugnac, Saint-Urbain, y de Lafosse, entonces independientes, se dotaron de edificios religiosos, transformados durante los siglos siguientes. Es el caso de la iglesia románica de Saint-Sulpice de Lafosse, construida en el siglo XII.
El blasón se divide en dos partes verticales. A la izquierda, sobre fondo azul se encuentra la iglesia románica de Lafosse. A la derecha, sobre fondo rojo está representado un racimo de uva dorada, sobrevolada por la tiara de san Urbano. En la cumbre del escudo, una corona simboliza las murallas de la ciudad, dotadas de tres ruedas dentadas. La divisa del blasón es: Unidos para vencer y unir.

## Demografía
| 1 013 | 1 039 | 1 120 | 1 610 | 1 875 | 1 893 | 2 243 |
| Para los censos de 1962 a 1999 la población legal corresponde a la población sin duplicidades (Fuente: INSEE [Consultar]) |       |       |       |       |       |       |